# Loza Abera
Loza Abera Geinore (Durame, Etiòpia, 2 d'octubre de 1997) és una futbolista etíop, que juga en la posició de davantera-centre.
Va començar a practicar el futbol als sis anys al seu poble natal. El 2012 va debutar professional amb l'Awassa City SC, essent la màxima golejadora de l'equip durant dues temporades. Dos anys després, va jugar al Dedebit FC amb el qual va guanyar tres Lligues d'Etiòpia entre 2016 i 2018 i va ser la màxima golejadora del torneig durant quatre anys de forma consecutiva. El 2018, després d'una breu estada al club suec Kungsbala DDF amb el qual va guanyar un campionat regional, va incorporar-se a mitja temporada a l'Adama City. Va aconseguir el títol de Lliga, el primer del club, i va ser la màxima golejadora del torneig amb divuit gols. La temporada 2019-20 va fitxar pel Birkirkara FC de la lliga maltesa, amb el qual va guanyar una Lliga i una Supercopa de Malta. És internacional amb la selecció de futbol d'Etiopia des de 2015.
Considerada una jove promesa del futbol femení africà, la BBC la va incloure a la seva llista anual de les 100 Women el 2020.

## Palmarès
Clubs
- 4 Lligues d'Etiòpia de futbol femenina: 2015-16, 2016-17, 2017-18, 2018-19

Individual
- Màxima golejadora de la Lliga d'Etiòpia de futbol femenina: 2014-15, 2015-16, 2016-17, 2017-18, 2018-19